# Établissement public territorial Vallée Sud Grand Paris
L'établissement public territorial Vallée Sud - Grand Paris est une structure intercommunale française, créée le 1er janvier 2016 dans le cadre de la mise en place de la métropole du Grand Paris et située dans le département des Hauts-de-Seine en région Île-de-France.
Ce territoire est issu de la fusion des communautés d’agglomération des Hauts-de-Bièvre et de Sud de Seine, ainsi que de la communauté de communes de Châtillon-Montrouge.

## Historique
Dans le cadre de la mise en place de la métropole du Grand Paris, la loi portant nouvelle organisation territoriale de la République (Loi NOTRe) du 7 août 2015 prévoit la création d'établissements publics territoriaux (EPT), qui regroupent l'ensemble des communes de la métropole à l'exception de Paris, et assurent des fonctions de proximité en matière de politique de la ville, d'équipements culturels, socioculturels, socio-éducatifs et sportifs, d'eau et assainissement, de gestion des déchets ménagers et d'action sociale. Les EPT exercent également les compétences que les communes avaient transférées aux trois intercommunalités supprimées à l'occasion de leur création :
- Communauté de communes de Châtillon-Montrouge (2 communes : Montrouge, Châtillon) ;
- Communauté d'agglomération des Hauts-de-Bièvre (5 communes : Châtenay-Malabry, Antony, Bourg-la-Reine, Le Plessis-Robinson, Sceaux ; les deux communes essonniennes de Verrières-le-Buisson et Wissous ne font pas partie de l'EPT Vallée Sud Grand Paris) ;
- Communauté d'agglomération Sud de Seine (4 communes : Fontenay-aux-Roses, Bagneux, Clamart, Malakoff).

L'EPT Vallée Sud Grand Paris créé par un décret du 11 décembre 2015.

## Territoire de l'établissement

### Géographie
Paradoxalement, la plus grande partie du territoire de Vallée Sud Grand Paris se situe, non dans une vallée, mais sur le plateau calcaire du Petit-Clamart, avancée du Hurepoix. Au nord, le plateau culmine au-dessus des communes riveraines de la Seine (Issy, Boulogne) tandis qu'au nord-est il descend en pente douce vers Paris par le glacis de Châtillon-Montrouge. Seule la commune d'Antony est située dans la vallée de la Bièvre.

### Composition
L'établissement regroupe les 11 communes suivantes :

| Nom                        | Code Insee | Gentilé        | Superficie (km2) | Population (dernière pop. légale) | Densité (hab./km2) |
| -------------------------- | ---------- | -------------- | ---------------- | --------------------------------- | ------------------ |
| Fontenay-aux-Roses (siège) | 92032      | Fontenaisiens  | 2,51             | 24 586 (2022)                     | 9 795              |
| Antony                     | 92002      | Antoniens      | 9,56             | 64 026 (2022)                     | 6 697              |
| Bagneux                    | 92007      | Balnéolais     | 4,19             | 43 647 (2022)                     | 10 417             |
| Bourg-la-Reine             | 92014      | Réginaburgiens | 1,86             | 21 140 (2022)                     | 11 366             |
| Châtenay-Malabry           | 92019      | Châtenaisiens  | 6,38             | 35 490 (2022)                     | 5 563              |
| Châtillon                  | 92020      | Châtillonnais  | 2,92             | 36 224 (2022)                     | 12 405             |
| Clamart                    | 92023      | Clamartois     | 8,77             | 56 882 (2022)                     | 6 486              |
| Le Plessis-Robinson        | 92060      | Robinsonnais   | 3,43             | 28 893 (2022)                     | 8 424              |
| Malakoff                   | 92046      | Malakoffiots   | 2,07             | 30 183 (2022)                     | 14 581             |
| Montrouge                  | 92049      | Montrougiens   | 2,07             | 46 273 (2022)                     | 22 354             |
| Sceaux                     | 92071      | Scéens         | 3,6              | 20 740 (2022)                     | 5 761              |

## Démographie
| 2013    | 2014    | 2015    | 2018    | 2021    |
| ------- | ------- | ------- | ------- | ------- |
| 391 305 | 393 673 | 395 791 | 402 603 | 406 344 |

## Organisation

### Siège
Le siège de l'établissement est à Antony, place de l'Hôtel-de-Ville, les services administratifs sont à Fontenay-aux-Roses, 28, rue de la Redoute.

### Élus
Le territoire est administré par un Conseil de territoire composé 80 membres désignés par chacun des conseils municipaux (comprenant les 11 conseillers métropolitains), selon une représentation sensiblement proportionnelle au nombre d’habitants.
Le conseil de territoire renouvelé à la suite des élections municipales de 2020 a réélu, le 10 juillet 2020, son président, Jean Didier-Berger maire (LR) de Clamart, ainsi que ses 11 vice-présidents, qui sont:
1. Jean-Yves Sénant, maire (LR) d'Antony, délégué aux finances ;
2. Marie-Hélène Amiable, maire (PCF) de Bagneux, déléguée au développement durable économique et à l'économie sociale et solidaire ;
3. Étienne Lengereau, maire (UDI) de Montrouge, délégué aux transports et aux mobilités;
4. Jacqueline Belhomme, maire (PCF) de Malakoff, déléguée au développement durable ;
5. Benoit Blot, adjoint au maire (LR) du Plessis-Robinson, délégué à la gestion durable des déchets, de l'assainissement, aux espaces publics, au projet hydrogène et au PLUi ;
6. Laurent Vastel, maire (UDI) de Fontenay-aux-Roses, déléguée à la santé, aux centres locaux d'information et de coordination et au handicap ;
7. Philippe Laurent, maire (UDI) de Sceaux, délégué à la culture et aux universités
8. Patrick Donath, maire (UDI) de Bourg-la-Reine, délégué au smart territoire ;
9. Carl Segaud, maire (LR) de Châtenay-Malabry, délégué à la voirie, à l'aménagement, au stationnement et à la politique de la ville ;
10. Nadège Azzaz, maire (PS) de Châtillon, déléguée au sport ;
11. Yves Coscas, maire-adjoint (LR) de Clamart, délégué aux ressources humaines et à l'habitat.

### Liste des présidents
| Période         | Période                       | Identité           | Étiquette | Qualité |
| --------------- | ----------------------------- | ------------------ | --------- | --- |
| 18 janvier 2016 | 14 janvier 2025               | Jean-Didier Berger | LR        | Maire de Clamart (2014 →) Conseiller départemental de Clamart (2015 → 2021) Conseiller régional (2010 → 2015 ; 2021 →) Réélu pour le mandat 2020-2026 |
| 14 janvier 2025 | En cours (au 26 janvier 2025) | Carl Segaud        | LR        | Maire de Châtenay-Malabry (2020 →) Conseiller régional d'Île-de-France (2021 → )                                                                      |

### Compétences
L'établissement public territorial exerce les compétences qui lui sont assignées par la loi, et qui relèvent essentiellement de la politique de la ville, de la construction et de la gestion d'équipements culturels, socioculturels, socio-éducatifs et sportifs d'intérêt territorial, de l'assainissement et de l'eau, de la gestion des déchets ménagers et assimilé et de l'action sociale d'intérêt territorial. Il a également la charge d'élaborer un plan local d'urbanisme intercommunal (PLUI).
Il exerce également les compétences qui avaient été délégués par les villes au bénéfice des trois EPCI supprimés lors de sa création :
- la communauté d'agglomération Sud de Seine ;
- la communauté d'agglomération des Hauts-de-Bièvre ;
- la communauté de communes de Châtillon-Montrouge.

L'EPT pourra, dans ses deux premières années d’existence, décider de restituer certaines de ces compétences aux communes afin d'unifier ses responsabilités pour l'ensemble des communes membres.

### Régime fiscal et budget
L'EPT est un EPCI sans fiscalité propre, c'est-à-dire que ses ressources proviennent essentiellement d'autres collectivités.
Les ressources de l'EPT varient selon la période :
- Au cours de la première phase, qui s’étend du 1er janvier 2016 au 31 décembre 2020, les EPT perçoivent néanmoins la cotisation foncière des entreprises (CFE), l'une des composantes de la fiscalité économique des entreprises.
- À compter du 1er janvier 2021, l’ensemble de la contribution économique territoriale devait être perçu par la Métropole du Grand Paris (MGP), modifiant ainsi le financement des EPT, qui seront alors financés entièrement par contribution des communes membres, avec reversement des 2/3 de la dynamique de la CFE aux EPT par la Métropole. Mais le transfert de la CFE vers la Métropole a été reporté à 2025.

## Transports et déplacements
L'EPT Vallée Sud - Grand Paris est irrigué par :
- Les lignes 4 et 13 du métro de Paris,
- Les lignes B et C du RER d'Île-de-France,
- La ligne N du Transilien,
- Les lignes 6 et 10 du tramway d'Île-de-France,
- Le réseau de bus RATP,
- Le réseau de bus de la Bièvre,
- Le réseau Vallée Sud Bus, coadministré par l'EPT, qui apporte une desserte complémentaire aux deux précédents[7].